# Maksym (patriarcha Bułgarii)

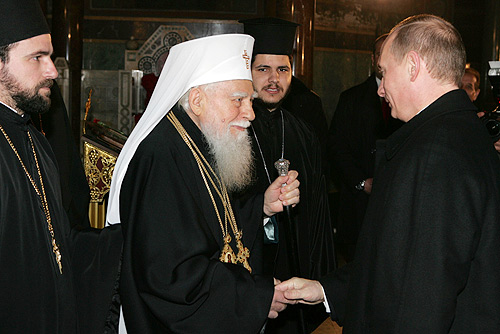
Patriarcha Maksym w czasie spotkania z Władimirem Putinem w styczniu 2008

Maksym, imię świeckie Marin Najdenow Minkow (ur. 29 października 1914 w Oreszaku, zm. 6 listopada 2012 w Sofii) – patriarcha Bułgarskiego Kościoła Prawosławnego, metropolita sofijski, sprawował urząd od 4 lipca 1971 do śmierci.

## Życiorys
Urodził się w rodzinie chłopskiej. W wieku 12 lat został oddany przez rodziców do Monasteru Trojańskiego jako posłusznik. W latach 1929–1935 studiował w seminarium duchownym w Sofii. 13 grudnia 1941, będąc studentem IV roku, złożył śluby zakonne przed metropolitą łoweckim Filaretem, w kaplicy przy seminarium. Imię Maksym otrzymał na cześć św. Maksyma Wyznawcy oraz dwóch bułgarskich hierarchów prawosławnych o tym imieniu, którzy urodzili się w tej samej wsi, co przyszły patriarcha. Następnie przyjął święcenia diakońskie.
14 maja 1944 przyjął święcenia kapłańskie. Trzy lata później synod Bułgarskiego Kościoła Prawosławnego nadał mu godność archimandryty. Wcześniej, w 1942, ukończył studia teologiczne na uniwersytecie w Sofii.
Od 1950 do 1955 był zwierzchnikiem bułgarskiej wspólnoty monastycznej w Moskwie. Po powrocie do Bułgarii pełnił przez pięć lat stanowisko sekretarza Świętego Synodu Bułgarskiego Kościoła Prawosławnego, zaś od 1957 do 1960 był przewodniczącym kolegium redakcyjnego ds. periodycznych wydawnictw cerkiewnych. 30 grudnia 1956 został wyświęcony na biskupa branickiego, 30 października 1960 został metropolitą łoweckim.
Po śmierci patriarchy Cyryla został wybrany przez Sobór Bułgarskiego Kościoła Prawosławnego jego następcą. Uroczysta intronizacja miała miejsce 4 lipca 1971 w cerkwi św. Aleksandra Newskiego w Sofii. Sobór ten odbywał się pod nadzorem władz Bułgarskiej Republiki Ludowej, co miało wpływ na wybór na następcę Cyryla lojalnego wobec władz metropolity. W decydującym o wyborze na patriarchę głosowaniu kontrkandydatami metropolity Maksyma byli metropolita wraczański Paisjusz oraz metropolita dorostolski Sofroniusz. Maksym otrzymał 98 głosów, Paisjusz – dwa, ponadto oddane zostały dwa głosy nieważne. Przez cały okres od objęcia urzędu do upadku Bułgarskiej Republiki Ludowej Maksym zachowywał pełną lojalność wobec władz komunistycznych, kontynuując politykę swojego poprzednika, która zdaniem I. Dimitrowa była jedyną możliwą dla przetrwania Kościoła. Uczestniczył w kontrolowanych przez radzieckie służby specjalne ruchach na rzecz pokoju na świecie, wielokrotnie biorąc udział w światowych konferencjach chrześcijan dla pokoju. Wielokrotnie zapewniał o przyjaźni łączącej narody bułgarski i rosyjski oraz Bułgarię i ZSRR.
W 1974 został doktorem honoris causa Sofijskiej Akademii Duchownej.
W 1989 został oskarżony przez grupę biskupów z metropolitą newrokopskim Pimenem na czele o współpracę z komunistyczną tajną służbą KDS i objęcie tronu patriarszego niezgodnie z kanonami prawosławnymi. Zdecydował się jednak pozostać na urzędzie, co stało się bezpośrednią przyczyną rozłamu w Bułgarskim Kościele Prawosławnym, gdy w 1992 Urząd ds. Wyznań poparł zarzuty Pimena. Do 2004 równolegle działały dwie organizacje kościelne: kanoniczna, z Maksymem na czele, oraz rozłamowa używająca nazwy Bułgarski Kościół Prawosławny (Synod alternatywny). W 2004 popierające Maksyma władze państwowe przeprowadziły akcję policyjną, w czasie której odebrały niekanonicznej organizacji wszystkie posiadane przez nią obiekty sakralne. Gdy rozłamowy synod przekazał sprawę do Europejskiego Trybunału Praw Człowieka, ten nakazał 22 stycznia 2009 zwrócić sporne budynki. Patriarcha Maksym odmówił wykonania orzeczenia i uzyskał poparcie władz państwowych oraz innych kanonicznych Kościołów prawosławnych. W 2010 Synod Alternatywny zakończył swoją działalność. W demokratycznej Bułgarii hierarcha unikał angażowania się w bieżącą politykę.
W 2012 komisja badająca archiwa bułgarskich tajnych służb orzekła, że nie ma dowodów świadczących o zaangażowaniu patriarchy Maksyma jako agenta. Patriarcha okazał się tym samym jednym z czterech z piętnastu hierarchów Świętego Synodu, który nie był współpracownikiem KDS.
Zmarł 6 listopada 2012 w wieku 98 lat, po miesięcznym pobycie w szpitalu wywołanym chorobą serca. 9 listopada, po uroczystościach pogrzebowych w patriarszym soborze w Sofii został pochowany w Monasterze Trojańskim.